# Madurodam
Madurodam è un parco in miniatura di circa 18000 m², realizzato nei Paesi Bassi, tra L'Aia (Den Haag) e Scheveningen (il sobborgo marittimo de L'Aia), dove sono stati riprodotti in scala 1:25 circa 300 edifici (monumenti principali, mulini a vento, ponti, porti, ecc.) dei Paesi Bassi (per questo noto da noi anche come "Olanda in miniatura").
Il parco, inaugurato nel luglio del 1952, deve il suo nome a George Maduro, Ebreo, tenente originario di Curaçao (Antille Olandesi), morto nel 1945 nel campo di concentramento di Dachau (Germania) dopo aver combattuto contro l'occupazione nazista nei Paesi Bassi e in onore del quale – per volere dei genitori – è stato costruito il luogo.

## Storia

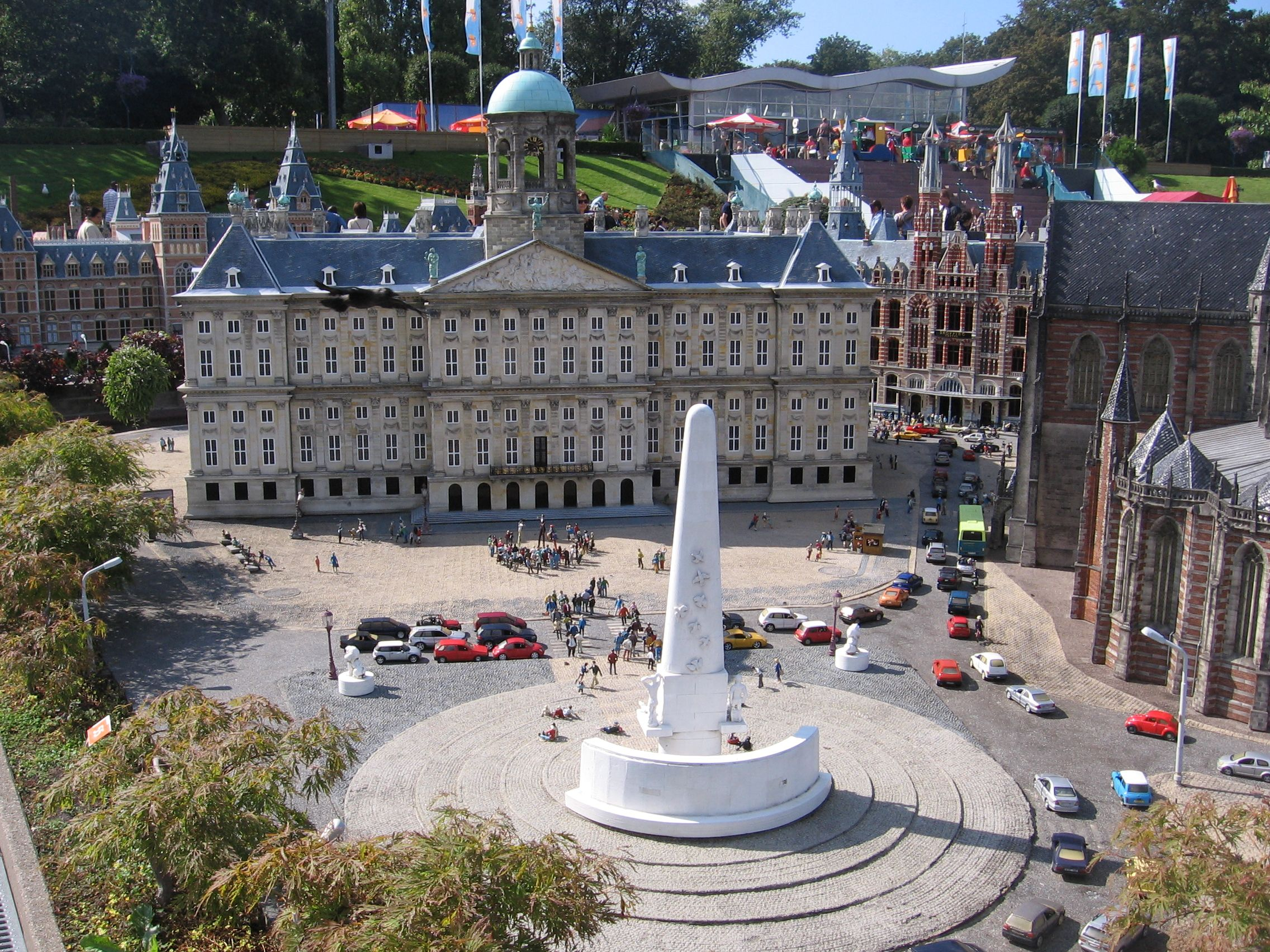
Madurodam: riproduzione di Piazza Dam di Amsterdam

L'idea di una "Olanda in miniatura" venne alla Signora Bep Boon-van der Starp, che nel 1929 ideò, allo scopo di raccogliere fondi per la fondazione in favore di studenti malati di tubercolosi Stichting Nederlands Studenten Sanatorium, una cittadina in miniatura chiamata Bekonscot Model Village. Quando in seguito la Van der Starp incontrò i genitori di George Maduro, i proventi vennero utilizzati per un nuovo progetto in onore di quest'ultimo.
Iniziò così nel 1950 la costruzione di Madurodam, costruzione che terminò nel luglio del 1952.
All'apertura del parco, l'allora principessa Beatrice, all'epoca adolescente, venne eletta "sindaco" di Madurodam (2 luglio 1952), carica a cui rinunciò quando divenne regina dei Paesi Bassi. In seguito, venne deciso che il "sindaco" di Madurodam venisse eletto periodicamente da un comitato composto da 25 alunni delle scuole della regione.